# Sabin (Bulgarien)
Sabin oder Sawin (bulgarisch Сабин, bzw. Савин) war von 765 bis 766 der Herrscher über Bulgarien. Er folgte Khan Telez auf dem Thron. Über sein Leben ist wenig bekannt, offenbar war er entweder ein Sohn oder Bruder von Khan Kormisosch und gehört dem Hause Wokil an.
Nachdem Telez in der Schlacht von Anchialos den Tod gefunden hatte, wurde Sabin als neuer Herrscher, offenbar mit Hilfe des bulgarischen Adels, inthronisiert. Er versuchte nach der Niederlage bei Anchialos umgehend einen neuen Friedensvertrag mit dem Byzantinischen Reich auszuhandeln. Als diese, von seinen Agenten geheim durchgeführten, Friedensverhandlungen aufgedeckt wurden, verlor er den Rückhalt innerhalb des bulgarischen Adels und wurde auf einer Versammlung seines Amtes enthoben.
Von seinen Unterstützern im Stich gelassen floh Sabin 766 über Nessebar nach Konstantinopel. Nachdem auch seine Familie mit Hilfe des byzantinischen Kaisers Konstantin V. nach Konstantinopel fliehen konnte, verbrachte er den Rest seines Lebens in der byzantinischen Hauptstadt im Exil. Jegliche Versuche ihn zu rehabilitieren schlugen fehl.